# Cyclaspis nitida
Cyclaspis nitida är en kräftdjursart som beskrevs av Hale 1944. Cyclaspis nitida ingår i släktet Cyclaspis och familjen Bodotriidae. Inga underarter finns listade i Catalogue of Life.